# Un beau soleil intérieur
Pour plus de détails, voir Fiche technique et Distribution.
Un beau soleil intérieur est un film français réalisé par Claire Denis et sorti en 2017.

## Synopsis
Isabelle, une artiste-peintre divorcée et mère d'une fille, cherche le grand amour au tournant de la cinquantaine. Elle s'essaye à de nombreuses rencontres, avec des hommes très différents, sans jamais trouver le bonheur, ni même la sérénité dans aucune d'entre elles. Finalement, profondément déprimée, elle se rend chez un voyant qui lui prédit, dans un long monologue, un avenir plus radieux avec un « homme de message ».

## Fiche technique
- Titre original : Un beau soleil intérieur
- Titre international : Let the Sunshine In
- Réalisation : Claire Denis
- Scénario : Christine Angot et Claire Denis
- Photographie : Agnès Godard
- Son : Jean-Paul Mugel
- Montage : Guy Lecorne
- Costumes : Judy Shrewsbury
- Décors : Arnaud de Moleron
- Musique : Stuart Staples avec le Julian Siegel Quartet (musiques additionnelles Stil d'Acid Arab et At Last d'Etta James[1])
- Production : Olivier Delbosc
- Société de production : Curiosa Films avec l'aide du CNC et de la SOFICA LBPI 10
- Société de distribution : Ad Vitam Distribution
- Pays de production :  France
- Langue originale : français
- Format : couleur — numérique — 1,85:1 — son Dolby Digital
- Genre : drame
- Date de sortie :
  - France : 27 septembre 2017

## Distribution
- Juliette Binoche : Isabelle

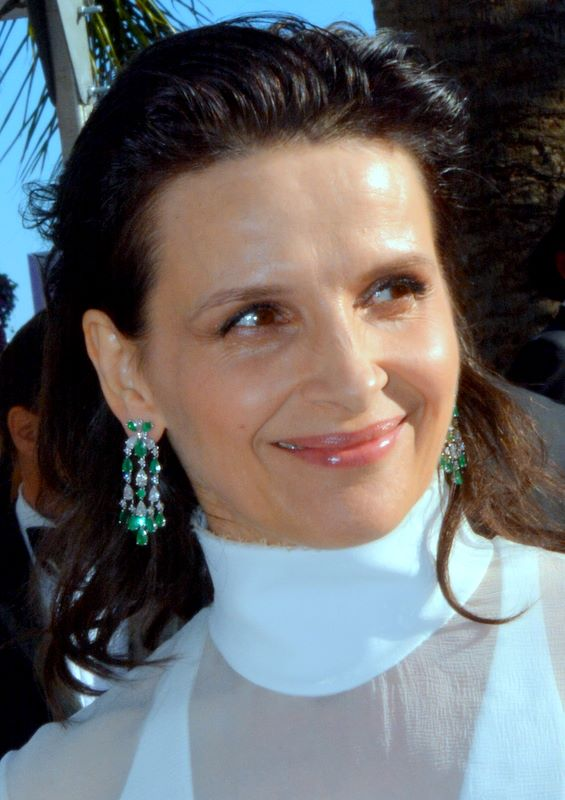
L'actrice principale Juliette Binoche pour la présentation du film au Festival de Cannes 2017.

- Xavier Beauvois : Vincent Briot, le banquier
- Nicolas Duvauchelle : l'acteur
- Philippe Katerine : Mathieu
- Josiane Balasko : Maxime
- Sandrine Dumas : Ariane
- Alex Descas : Marc, le galeriste
- Laurent Grévill : François, l'ex-mari
- Gérard Depardieu : le voyant
- Valeria Bruni Tedeschi : la femme du voyant
- Paul Blain : Sylvain, le danseur de la boîte de nuit
- Claire Tran : l'admiratrice de l'acteur
- Bruno Podalydès : Fabrice, un homme du milieu de l'art
- Bertrand Burgalat : un homme du milieu de l'art
- Charles Pépin : un homme du milieu de l'art
- Tania de Montaigne : une femme du milieu de l'art

## Production

### Écriture du scénario
L'origine du scénario réside dans l'envie de la réalisatrice d'adapter des thématiques développées des Fragments d'un discours amoureux de Roland Barthes avec l'aide de l'écrivaine Christine Angot. Le film a pour titre de travail, Des lunettes noires.

### Tournage
Le tournage a principalement lieu à Paris, dans le secteur de la place Gambetta, l'avenue Secrétan, au théâtre de la Colline ainsi qu'auparavant dans la Creuse à la mi-janvier 2017 (à Saint-Léger-le-Guérétois, Arrènes au chêne de Sazeirat et La Souterraine) puis dans le train qui mène l'équipe du film à Paris,.

## Distinctions

### Prix
- Prix SACD des réalisateurs à Claire Denis (ex aequo avec Philippe Garrel pour L'Amant d'un jour) lors du Festival de Cannes

### Nominations
Juliette Binoche a obtenu plusieurs nominations grâce à son rôle :
- César de la meilleure actrice
- Prix Lumières de la meilleure actrice
- Globe de Cristal de la meilleure actrice
- Prix du cinéma européen de la meilleure actrice

### Sélection
- Festival de Cannes 2017 : Sélection à la Quinzaine des réalisateurs